# Belle & Sebastian
A Belle & Sebastian egy 1996-ban alapított skót indie rock együttes Glasgowból. Az 1996-ban megjelent Tigermilk, illetve If You’re Feeling Sinister című albumaik szerepelnek az 1001 lemez, amit hallanod kell, mielőtt meghalsz című könyvben.
A zenekar neve azonos a francia Belle et Sébastien című tévésorozat címével; nem véletlenül.

## Diszkográfia
- Tigermilk (1996)
- If You're Feeling Sinister (1996)
- The Boy with the Arab Strap (1998)
- Fold Your Hands Child, You Walk Like a Peasant (2000)
- Storytelling (2002)
- Dear Catastrophe Waitress (2003)
- The Life Pursuit (2006)
- Belle and Sebastian Write About Love (2010)
- Girls in Peacetime Want to Dance (2015)

## Fordítás
- Ez a szócikk részben vagy egészben  a   Belle and Sebastian című angol Wikipédia-szócikk fordításán alapul.  Az eredeti cikk szerkesztőit annak laptörténete sorolja fel. Ez a jelzés csupán a megfogalmazás eredetét és a szerzői jogokat jelzi, nem szolgál a cikkben szereplő információk forrásmegjelöléseként.